# Вінсент Гоек
Вінсент Гоек (нар. 6 березня 1996 — Зальцбург) — австрійський гімнаст. Срібний призер чемпіонату Європи та Універсіади на кільцях. Перший в історії спортивної гімнастики Австрії спортсмен, який здобув срібло на чемпіонаті Європи. Гімнаст 2014 та 2017 років за версією федерації гімнастики Австрії. Спортсмен 2015 року в австрійській Штирії.

## Біографія
Служить в австрійській армії (спортивний солдат). Навчається в Університеті Інсбрука.

## Кар'єра
Спортивною гімнастикою почав займатися у семирічному віці.

#### 2016
Отримав травму стопи, відновлення після якої тривало протягом шести місяців. Після цього до кінця року мав травму плеча та пальців.

#### 2019
На Універсіаді в Неаполі, Італія, продемонструвавши однаковий результат з турецьких гімнастом Ібрагімом Чолаком (E=8,600; D=6,2), розділив другу сходинку п'єдесталу та здобув срібну нагороду у вправі на кільцях.
На чемпіонаті світу в Штутгарті, Німеччина, у кваліфікації продемонстрував 61 місце в багатоборстві та не зміг кваліфікуватися до фіналів в окремих видах, що не дало змогу здобути особисту ліцензію на Олімпійські ігри в Токіо.

#### 2020
У грудні під час пандемії коронавірусу на чемпіонаті Європи в Мерсіні, Туреччина, виборов першу в історії Австрії срібну нагороду на кільцях. До цього в історії австрійської спортивної гімнастики була лиш одна бронзова нагорода Ганса Заутера, яку здобув бронза на чемпіонаті Європи в 1955 році у вправі на коні.

## Результати на турнірах
| Рік  | Змагання                  | КБ | ІБ | Вільні вправи | Кінь | Кільця | Опорний стрибок | Паралельні бруси | Перекладина |
| ---- | ------------------------- | -- | -- | ------------- | ---- | ------ | --------------- | ---------------- | ----------- |
| 2017 | Чемпіонат світу           |    |    |               |      | 17     |                 |                  |             |
| 2018 | Чемпіонат Європи          |    |    |               |      | 13     |                 |                  |             |
| 2018 | Чемпіонат світу           |    |    |               |      | 20     |                 |                  |             |
| 2018 | Кубок світу в Котбусі     |    |    |               |      | 13     |                 |                  |             |
| 2019 | Кубок виклику в Копері    |    |    |               |      | 4      |                 |                  |             |
| 2019 | Кубок світу в Баку        |    |    |               |      | 14     |                 |                  |             |
| 2019 | Кубок виклику в Сомбатгеї |    |    |               |      | 3      |                 |                  |             |
| 2019 | Чемпіонат Європи          |    |    |               |      | 12     |                 |                  |             |
| 2019 | Кубок виклику в Парижі    |    |    |               |      | 4      |                 |                  |             |
| 2019 | Універсіада               |    |    |               |      | 2      |                 |                  |             |
| 2019 | Чемпіонат світу           |    | 61 |               |      | 16     |                 |                  |             |
| 2019 | Кубок світу в Котбусі     |    |    |               |      | 20     |                 |                  |             |
| 2020 | Кубок виклику в Сомбатгеї |    |    |               |      | 1      |                 |                  |             |
| 2020 | Чемпіонат Європи          | 6  |    |               |      | 2      |                 |                  |             |
| 2021 | Чемпіонат Європи          |    |    |               |      | 7      |                 |                  |             |
| 2021 | Кубок виклику в Осієці    |    |    |               |      | 2      |                 |                  |             |
| 2021 | Кубок виклику в Копері    |    |    |               |      | 1      |                 |                  |             |
| 2021 | Чемпіонат світу           |    |    |               |      | 5      |                 |                  |             |
| 2022 | Кубок світу в Баку        |    |    |               |      | 8      |                 |                  |             |
| 2023 | Універсіада               | 13 |    |               |      | 6      |                 |                  |             |